# معركة تايبالي
معركة تايبالي هي سلسلة من المعارك التي جرت من 6 ديسمبر 1939 م حتى 27 ديسمبر من نفس العام كجزء من حرب الشتاء السوفيتية الفنلندية.

## وصلات خارجية
- Военный альбом (photographs of the Soviet–Finnish War 1939–1940)
- JR28 War diaries نسخة محفوظة 22 سبتمبر 2021 على موقع واي باك مشين. (The digitized contemporary war diaries of the Finnish regiment that fought in the Taipale front 1939–1940. In Finnish.)